# Mirabela
Mirabela là một đô thị thuộc bang Minas Gerais, Brasil. Đô thị này có diện tích 720,828 km², dân số năm 2007 là 12769 người, mật độ 17,9 người/km².